# Jaime Camil
Jaime Federico Said Camil Saldanha da Gama (Cidade do México, 22 de julho de 1973)  é um ator, cantor, compositor, apresentador, diretor, produtor e ex-locutor de rádio mexicano.
Na televisão, é conhecido por interpretar Fernando Mendiola na telenovela La Fea Más Bella, Santiago em Las Tontas No Van al Cielo, os gêmeos Martín Pérez e Gonzalo González em Los Exitosos Pérez, Juan Carlos Caballero e Eva María León em Por Ella... Soy Eva, e Rogelio de la Vega na série americana Jane the Virgin. No cinema, se destacou em diversos filmes, incluindo os dramas Puños Rosas, 7 Días, Zapata: El Sueño del Héroe, Salvando al Soldado Pérez e Chiapas, el Corazón del Café, em que também contribuiu como co-produtor, e as comédias Recién Cazado, Regresa, 200 Cartas e Pulling Strings.
Desde 2006, é um dos co-fundadores do Short Shorts Film Festival México, em que premia e exibe curta-metragens mexicanos e de outros países. Como cantor, já lançou três álbuns de estúdio, além de contribuir para trilhas sonoras de filmes e novelas que protagoniza. Como apresentador, conduziu os programas El Show de Jaime Camil, Qué Nochecita con Jaime Camil, Operación Triunfo: México, Aventura por México, El Gran Mexicano e El Gran Show, o Prêmio Juventud em 2005 e 2007, o Prêmio Lo Nuestro em 2011 e o Kids' Choice Awards México em 2012 e 2013. Como diretor, já dirigiu videoclipes de artistas como Noel Schajris e do grupo musical Barston, e como produtor, produziu o álbum de estreia do mesmo grupo. Nos anos de 2006 e 2007, foi incluído na lista "Los 50 Más Bellos" da revista People en Español, além de ter sido nomeado o "Homem Mais Sexy do Mundo" pela mesma revista e eleito na categoria "Homem do Ano" pelo Prêmio ACE em 2007. Em 2012 e 2013, foi eleito "O Ator Mais Sexy do Mundo" pela revista Glam Mag. Camil também é conhecido por frequentemente protagonizar novelas cômicas, a maioria delas produzidas por Rosy Ocampo, e pelo estilo energético de interpretar. Seus personagens são marcados por serem agitados, expressivos, careteiros e gesticuladores, o que acabou se tornando marca registrada do ator.

## Biografia
Nascido na Cidade do México, é filho de Jaime Camil Garza, um empresário mexicano de ascendência egípcia, e de Cecília Saldanha da Gama, uma ex-cantora e artista plástica brasileira. Quando tinha cinco anos, seus pais se divorciaram e quando completou doze, decidiu viver com seu pai junto a sua nova família que formara com o tempo. A pedido de seu pai, Camil estudou Administração de Empresas na Universidade de Anáhuac e tentou seguir essa carreira, porém, não era o que ele queria fazer para o resto de sua vida. Aos vinte, Camil acabou largando a carreira de administrador e entrou na vida artística, estudando ópera na Itália e atuação em Nova York, Los Angeles e no México.

## Carreira
A carreira artística de Camil começou em 1993, quando era locutor de uma rádio mexicana e dois anos depois, estreou na televisão conduzindo os programas El Show de Jaime Camil e Qué Nochecita con Jaime Camil, ambas na emissora mexicana TV Azteca. Em 1997, participa do longa-metragem Delfines, porém por razões desconhecidas, somente é lançado em 2003. Em Junho de 2000, lança seu primeiro álbum de estúdio, Para Estar Contigo, que obteve um relativo sucesso no México, América do Sul e EUA. Em julho, Camil faz por fim a estreia nas telenovelas com Mi Destino Eres Tú na Televisa, em que contracenou com a atriz e cantora Lucero e com o ator Jorge Salinas, interpretando o protagonista Maurício. Pelo seu trabalho na trama, Camil foi indicado ao Prêmio TVyNovelas na categoria "Melhor Revelação Masculina", porém perdeu para o ator Valentino Lanus.
Em 2001 Camil participou de vários episódios da série cômica Diseñador Ambos Sexos, além de contribuir para um álbum em tributo às vítimas dos ataques de 11 de setembro. Em Novembro do mesmo ano, o artista lança seu segundo álbum de estúdio, Una Vez Más. Seus dois singles, "Dime" e "Muriendo Por Tí", alcançaram a 17.ª e a 36.ª posição na Hot Latin Tracks respectivamente, assim como a 18.ª e a 24.ª posição na Latin Pop Airplay. Independente disto, o álbum não obteve divulgação esperada e Camil resolveu dar um tempo na carreira musical e investir somente na atuação. Em 2002, apresentou a edição mexicana do reality show Operación Triunfo. Em 2004, protagonizou a novela Mujer de Madera ao lado de Edith González, Gabriel Soto e Ana Patrícia Rojo, interpretando César Linares, o curta-metragem Mariana Made in Tepito e os filmes Puños Rosas e o bem sucedido Zapata: El Sueño del Héroe, ao lado de Alejandro Fernández e Lucero. Camil também tem sua estreia no teatro com a versão mexicana do musical West Side Story, em que ganhou o Palma de Oro de "Melhor Ator em um Musical". Em 2005, Camil continuou a atuar no teatro com os musicais Los Reyes del Mambo e Latinologues da Broadway. No mesmo ano, participou do longa 7 Días, em que ganhou o Diosa de Plata de "Melhor Ator Coadjuvante" e protagonizou o curta-metragem Volver, Volver.
O ano de 2006 foi bastante significativo na carreira de Camil, pois eis que surge a grande alavanca que tornaria o ator mais conhecido não só no México, como também em outros países, assim como seria considerado posteriormente pelo próprio um divisor de águas em sua carreira. Camil é escolhido pela produtora Rosy Ocampo para protagonizar juntamente com a atriz Angélica Vale uma adaptação da novela colombiana Yo Soy Betty, la Fea, interpretando o empresário Fernando Mendiola. La Fea Más Bella, nome da produção mexicana, durou por volta de um ano e dois meses se encerrando no início de 2007 e obteve grande sucesso no México e posteriormente em diversos países. Seu último capítulo, que teve duração de três horas e sua exibição em pleno domingo, acabou superando a audiência do Academy Awards, que estava sendo transmitido no mesmo horário pela TV Azteca, concorrente da Televisa. No Brasil, a trama teve sua estreia em 20 de março de 2006, quase dois meses após o seu início em seu país de origem e foi transmitida pelo SBT. Pelo seu trabalho na trama, Camil foi indicado ao Prêmio TVyNovelas de "Melhor Ator" e ganhou o Prêmio Bravo pela mesma categoria. Ainda em 2006, o ator também protagonizou o filme I Love Miami.
Em 2007 o ator voltou aos palcos com os musicais Peter Pan e El Diluvio Que Viene, ao lado de María Inés Guerra, em que ganhou o prêmio Águia de Oro de "Melhor Ator de Comédia". Após ter atuado em La Fea Más Bella, Camil passa a ter preferência em fazer somente novelas cômicas e por isso, em 2008 o ator volta a televisão com a novela Las Tontas No Van al Cielo, ao lado de Jacqueline Bracamontes e Valentino Lanus, interpretando o cirurgião plástico Santiago. No Brasil, a trama foi exibida em 2010 no período da tarde, pelo SBT. Ainda em 2008, o ator retorna ao teatro com o musical Aladino: El Musical de los 3 Deseos e protagoniza o filme All Inclusive: Todo Incluido. Em Outubro do mesmo ano, resolve voltar ao ramo da música lançando seu terceiro álbum de estúdio, Vol. 3. No ano seguinte, Camil protagoniza a comédia romântica Recién Cazado, ao lado da atriz venezuelana Gabriela Vergara. No mesmo ano, apresenta ao lado de Javier Poza, a série Aventura por México, e também empresta a voz para a animação El Agente 00-P2. Ainda em 2009, protagoniza a novela Los Exitosos Pérez, remake da trama argentina Los Exitosos Pells. Mesmo tendo sido exibida no México, a trama foi inteiramente rodada na Argentina e contou com a produção da Televisa em parceria com a Endemol. Com Los Exitosos Pérez, Camil provou ser bastante versátil ao interpretar gêmeos de personalidades distintas que foram separados ao nascer: um é jornalista homossexual, arrogante e conceituado, e o outro é ator e professor de teatro endividado e de bom coração. Em 2010, o ator protagoniza a comédia dramática Regresa, ao lado da atriz Blanca Soto. Pelo seu trabalho no longa, Camil ganhou o Prêmio Juventud de "Melhor Ator em um Filme" e o Prêmio People en Español de "Melhor Ator". No mesmo ano, o artista apresenta a série documental El Gran Mexicano exibida pela History Channel, e o programa El Gran Show, exibida pela Univision. Este último, durou somente três meses por ter amargado baixos índices de audiência, se encerrando em Fevereiro de 2011. Após o cancelamento do programa, Camil protagoniza ao lado de Miguel Rodarte e Jesús Ochoa, o longa Salvando al Soldado Pérez.
Em 2012 Jaime Camil voltou a se destacar na televisão, protagonizando a novela cômica Por Ella... Soy Eva, ao lado da atriz e cantora Lucero e dos atores Marcelo Córdoba e Jesús Ochoa. A trama acabou se tornando a segunda mais bem sucedida da carreira do ator, além de ter provado mais uma vez que é versátil pelo fato de ter feito uma mulher. Em Por Ella... Soy Eva, Camil interpreta Juan Carlos Caballero, um executivo bem-sucedido, mulherengo e machista que passa a se disfarçar de mulher: a viúva e feminista Eva. Camil constatou que para fazer a Eva, ele teve aulas com profissionais que treinam as misses mexicanas, além de ter aprendido a fazer vários gestos femininos. No período da novela, o ator declarou que o processo de maquiagem do personagem durava por volta de duas horas e meia, além de ter postado um vídeo em que mostra todo o seu processo de transformação. Camil também gravou toda a trilha sonora da trama, inclusive sua música-tema. O álbum foi lançado em maio de 2012. No Brasil, a trama foi exibida entre dezembro de 2013 e maio de 2014 no período da tarde, também pelo SBT. Pelo seu grande desempenho na novela, Camil foi indicado a vários prêmios, inclusive o Prêmio TVyNovelas, o Prêmio People en Español, o Prêmio Juventud e o Kids' Choice Awards México de "Melhor Ator". No mesmo ano, Camil também protagoniza os longas El Cielo en tu Mirada e Chiapas, el Corazón del Café, em que também colaborou como co-produtor.
Em julho de 2013 Camil estreia na televisão americana fazendo uma participação especial na série Devious Maids, interpretando o marido abusador e violento de uma das protagonistas. Sua participação fez com que a série alcançasse sua então terceira maior audiência. Ainda em 2013, o ator protagoniza os filmes 200 Cartas, em que ganhou o Prêmio ACE na categoria "Melhor Ator Coadjuvante", e Pulling Strings ao lado do ator Omar Chaparro e da atriz americana Laura Ramsey, e o curta-metragem Zero Hour, ao lado da atriz também americana Camilla Belle. Em Novembro, Camil retorna a televisão protagonizando a novela Qué Pobres Tan Ricos, ao lado de Zuria Vega, Mark Tacher, Natasha Dupeyrón, Silvia Pasquel e Ingrid Martz, interpretando o milionário empresário Miguel Ángel. Esta é a quarta novela cômica produzida por Rosy Ocampo que Camil protagoniza, tendo sido La Fea Más Bella a primeira e Las Tontas No Van al Cielo e Por Ella... Soy Eva, a segunda e a terceira respectivamente.
Em fevereiro de 2014, em paralelo às gravações de Qué Pobres Tan Ricos, Camil é escalado para integrar ao elenco da série americana Jane the Virgin, adaptação da novela venezuelana Juana la Virgen de 2002, interpretando o pai da protagonista e também ator de televisão Rogelio de la Vega. As gravações se iniciaram em Março e a série teve sua estreia no dia 13 de outubro pelo canal The CW. Esta é a segunda série americana que Camil participa, e a primeira em que possui um papel de destaque. Em Maio, com o término das gravações de Qué Pobres Tan Ricos e uma breve pausa com Jane the Virgin, Camil tem sua estreia como produtor executivo do primeiro álbum do grupo musical mexicano Barston. Em junho estreia como diretor trabalhando com o videoclipe do primeiro single do grupo Barston intitulado "Perdón", sendo lançado em 31 de julho. Em setembro dirige em Los Angeles o videoclipe da canção "Otra Vez" do cantor Noel Schajris, ex-membro do grupo Sin Bandera, sendo lançado em 28 de Outubro. No mesmo mês, Camil faz uma participação especial no filme americano Elsa & Fred, protagonizado por Shirley MacLaine e Christopher Plummer.

## Vida pessoal
Camil já se relacionou com a atriz e cantora mexicana Thalía, com as atrizes mexicanas Adriana Lavat e Ilithya Manzanilla, e com a modelo, atriz e apresentadora brasileira Adriane Galisteu. Em 2007 teve um rápido romance com a atriz e cantora mexicana Anahí. Atualmente, o ator vive tanto na Cidade do México como em Los Angeles e é casado com a apresentadora, colunista e ex-modelo mexicana Heidi Balvanera desde 2013, com quem tem dois filhos: Elena (nascida em 24 de Outubro de 2011) e Jaime Camil III (nascido em 3 de Outubro de 2014). O casal, que já mantinha um relacionamento desde 2006, enfim oficializou a união no civil em Novembro de 2012 e em Julho de 2013, realizou a cerimônia religiosa. Camil fala fluentemente três línguas além do espanhol: o português, o inglês e o francês.

## Filmografia
| Ano       | Título                              | Personagem                                     | Notas |
| --------- | ----------------------------------- | ---------------------------------------------- | --- |
| 1995      | El Show de Jaime Camil              | Ele mesmo                                      | Variedades Apresentador |
| 1996–99   | Qué Nochecita con Jaime Camil       | Ele mesmo                                      | Talk show Apresentador |
| 2000      | Mi destino eres tú                  | Maurício Rodríguez Calderón                    | Telenovela Protagonista 90 episódios Indicado—Prêmio TVyNovelas de Melhor Revelação Masculina |
| 2001      | Diseñador ambos sexos               | Fernando Haddad                                | Série de televisão Participação especial 7 episódios |
| 2002      | La familia P. Luche                 | Jaime Camiluche                                | Série de televisão Participação especial Episódio: "El Concurso de Reclamos" |
| 2002      | Operación triunfo: México           | Ele mesmo                                      | Reality show Apresentador 112 episódios |
| 2004–05   | Mujer de madera                     | César Linares                                  | Telenovela Protagonista 166 episódios |
| 2006–07   | La fea más bella                    | Fernando Mendiola                              | Telenovela Protagonista 300 episódios Prêmio Bravo de Melhor Ator Indicado—Prêmio TVyNovelas de Melhor Ator |
| 2007      | Una familia de diez                 | Ele mesmo                                      | Série de televisão Participação especial 2 episódios |
| 2005 2007 | Prêmio Juventud                     | Ele mesmo                                      | Especial Apresentador |
| 2008      | Las tontas no van al cielo          | Santiago López-Carmona                         | Telenovela Protagonista 140 episódios |
| 2008      | Las mamás sí van al cielo           | Ele mesmo                                      | Especial |
| 2006 2008 | Prêmio Fox Sports                   | Ele mesmo                                      | Especial Apresentador |
| 2009      | Aventura por México                 | Ele mesmo                                      | Série de televisão Co-apresentador |
| 2009–10   | Los exitosos Pérez                  | Martín Pérez Gonzalo González                  | Telenovela Protagonista 175 episódios |
| 2010      | El gran Mexicano                    | Ele mesmo                                      | Série documental Apresentador |
| 2011      | Prêmio Lo Nuestro                   | Ele mesmo                                      | Especial Apresentador Indicado—Prêmio People en Español de Apresentadores de Evento Especial (com Angélica Vale) |
| 2010–11   | El Gran Show                        | Ele mesmo                                      | Game show Apresentador |
| 2012      | Por ella soy Eva                    | João Carlos Caballero Eva María León Jaramillo | Telenovela Protagonista 166 episódios Indicado—Kids' Choice Award México de Ator Favorito Indicado—Prêmio Juventud de Está Ótimo! Indicado—Prêmio Los Favoritos del Público de Ator Favorito Indicado—Prêmio Los Favoritos del Público de Beijo Favorito (com Lucero) Indicado—Prêmio Los Favoritos del Público de Bofetada Favorita (com Lucero) Indicado—Prêmio Los Favoritos del Público de Casal Favorito (com Lucero) Indicado—Prêmio People en Español de Casal do Ano (com Lucero) Indicado—Prêmio People en Español de Melhor Ator Indicado—Prêmio TVyNovelas de Melhor Ator |
| 2013      | Devious Maids                       | Oscar Valdéz                                   | Série de televisão Participação especial Episódio: "Taking Out the Trash" |
| 2012–13   | Kids' Choice Awards México          | Ele mesmo                                      | Especial Apresentador |
| 2013–14   | Qué pobres tan ricos                | Miguel Ângelo Ruizpalacios Romagnoli           | Telenovela Protagonista 166 episódios Indicado—Prêmio People en Español de Galãzaço do Ano Indicado—Prêmio People en Español de Melhor Química em Cena (com Zuria Vega) Indicado—Kids' Choice Award México de Ator Favorito Indicado—Prêmio Juventud de Está Ótimo! |
| 2014–19   | Jane the Virgin                     | Rogelio de la Vega                             | Série de televisão Protagonista 100 episódios |
| Cinema    |                                     |                                                | |
| Ano       | Título                              | Personagem                                     | Notas |
| 2003      | Delfines                            | —                                              | Filmado em 1997 |
| 2004      | Mariana Made in Tepito              | Boni                                           | Curta-metragem |
| 2004      | Puños Rosas                         | Randy Garza                                    | |
| 2004      | Zapata: El Sueño del Héroe          | Eufemio Zapata                                 | Indicado—MTV Movie Award México de Ator Favorito |
| 2005      | Volver, Volver                      | Jorge                                          | Curta-metragem |
| 2005      | 7 Días                              | Tony Zamacona                                  | Prêmio Diosa de Plata de Melhor Ator Coadjuvante Indicado—Prêmio Ariel de Melhor Ator Coadjuvante Indicado—Prêmio Juventud de Que Atorzaço! |
| 2006      | I Love Miami                        | Alberto                                        | |
| 2006      | Open Season                         | Elliot                                         | Voz (versão em espanhol) |
| 2007      | Bee Movie                           | Barry                                          | Voz (versão em espanhol) |
| 2008      | Todo Incluido                       | Baldi                                          | |
| 2009      | El Agente 00-P2                     | Tambo Macaw                                    | Voz |
| 2009      | Recién Cazado                       | Sebastian                                      | |
| 2010      | Regresa                             | Ernesto del Valle                              | Prêmio Juventud de Que Atorzaço! Prêmio People en Español de Melhor Ator |
| 2011      | Salvando al Soldado Pérez           | Eladio                                         | |
| 2012      | El Cielo en tu Mirada               | Mateo Robles                                   | |
| 2012      | Chiapas, el Corazón del Café        | Geronimo                                       | Co-produtor |
| 2013      | Zero Hour                           | Lorenzo                                        | Curta-metragem |
| 2013      | 200 Cartas                          | Juan                                           | Prêmio ACE de Melhor Ator Coadjuvante |
| 2013      | Pulling Strings                     | Alejandro                                      | Indicado—Prêmio Juventud de Que Atorzaço! |
| 2014      | Elsa & Fred                         | Garçom #1                                      | Participação especial |
| 2015      | Las Árboles Mueren de Pié           | Diretor                                        | Em produção |
| 2015      | Clipeado                            | Dante                                          | Em produção |
| 2015      | Maurice, Modisto de Señoras         | Maurice                                        | Em produção |
| Teatro    |                                     |                                                | |
| Ano       | Título                              | Personagem                                     | Notas |
| 2004      | Amor Sin Barreras                   | Bernardo                                       | Prêmio Palma de Oro de Melhor Ator em um Musical |
| 2005      | Los Reyes del Mambo                 | Nestor Castillo                                | |
| 2005      | Latinologues                        | —                                              | |
| 2007      | Peter Pan: El Musical               | Capitão Gancho                                 | |
| 2007      | El Diluvio Que Viene                | Padre Silvestre                                | Prêmio Águia de Oro de Melhor Ator de Comédia |
| 2008      | Aladino: El Musical de los 3 Deseos | Gênio                                          | |

## Discografia

### Álbuns de estúdio
- Para Estar Contigo (2000)
- Una Vez Más (2001)
- Vol. 3 (2008)

### Trilhas sonoras
- "La Tierra de mi Pueblo", Zapata: El Sueño del Héroe, 2004.
- "Tu Belleza es un Misterio" com Angélica Vale, La Fea Más Bella: Soundtrack de la Telenovela, 2006.
- Por Ella... Soy Eva (2012)

## Prêmios e indicações
| Ano  | Prêmio                                       | Categoria                                  | Nomeações                  | Resultado |
| ---- | -------------------------------------------- | ------------------------------------------ | -------------------------- | --------- |
| 2001 | Prêmio TVyNovelas                            | Melhor Revelação Masculina                 | Mi destino eres tú         | Indicado  |
| 2005 | Prêmio Ariel de Cinema Mexicano              | Melhor Ator Coadjuvante                    | 7 Dias                     | Indicado  |
| 2005 | Diosas de Plata de los Periodistas de Cinema | Melhor Ator Coadjuvante                    | 7 Dias                     | Indicado  |
| 2005 | MTV Movie Awards México                      | Ator Favorito                              | Zapata: El sueño del héroe | Indicado  |
| 2007 | Prêmios Bravo                                | Melhor Ator Protagonista                   | La fea más bella           | Venceu    |
| 2007 | Prêmio ACE de Nova York                      | Homem do Ano                               | La fea más bella           | Venceu    |
| 2007 | Premios Calendario de Oro                    | Melhor Ator                                | La fea más bella           | Venceu    |
| 2007 | Prêmio TVyNovelas                            | Melhor Ator Protagonista                   | La fea más bella           | Indicado  |
| 2010 | Prêmio People en Español                     | Melhor Ator - Cinema                       | Regresa                    | Venceu    |
| 2011 | Premios Juventud                             | ¡Que Actorazo!                             | Los exitosos Pérez         | Venceu    |
| 2012 | Prêmio People en Español                     | Foto do Ano (com sua filha Elena)          | Ele mesmo                  | Indicado  |
| 2012 | Prêmio People en Español                     | Rei do Twitter                             | Ele mesmo                  | Indicado  |
| 2012 | Prêmio TVyNovelas                            | Melhor Ator Protagonista                   | Por ella soy Eva           | Indicado  |
| 2012 | Nickelodeon Kids' Choice Awards México       | Ator Favorito                              | Por ella soy Eva           | Indicado  |
| 2012 | Prêmio People en Español                     | Melhor Ator                                | Por ella soy Eva           | Indicado  |
| 2012 | Prêmio People en Español                     | Melhor Par Romântico (com Lucero)          | Por ella soy Eva           | Indicado  |
| 2012 | TV Adicto Golden Awards                      | Melhor Protagonista Masculino              | Por ella soy Eva           | Venceu    |
| 2014 | Premios Juventud                             | ¡Está Buenisimo!                           | Qué pobres tan ricos       | Indicado  |
| 2014 | Prêmio People en Español                     | Galã do Ano                                | Qué pobres tan ricos       | Indicado  |
| 2014 | Prêmio People en Español                     | Melhor Par Romântico (com Zuria Vega)      | Qué pobres tan ricos       | Indicado  |
| 2014 | Nickelodeon Kids' Choice Awards México       | Ator Favorito                              | Qué pobres tan ricos       | Indicado  |
| 2014 | TV Adicto Golden Awards                      | Melhor Protagonista Masculino              | Qué pobres tan ricos       | Venceu    |
| 2014 | Prêmio ACE de Nova York                      | Melhor Ator Coadjuvante - Cinema           | 200 Cartas                 | Venceu    |
| 2015 | Critics' Choice Television Award             | Melhor Ator Secundário em Série de Comédia | Jane the Virgin            | Indicado  |
| 2015 | EWwy Award                                   | Melhor Ator Secundário em Série de Comédia | Jane the Virgin            | Indicado  |
| 2015 | Imagen Foundation Awards                     | Melhor Ator Secundário em Série de Comédia | Jane the Virgin            | Indicado  |
| 2015 | Teen Choice Awards                           | Melhor Ator em Comédia                     | Jane the Virgin            | Indicado  |
| 2016 | Critics' Choice Television Award             | Melhor Ator Secundário em Série de Comédia | Jane the Virgin            | Indicado  |
| 2016 | EWwy Awards                                  | Melhor Ator Secundário em Série de Comédia | Jane the Virgin            | Indicado  |
| 2016 | Teen Choice Awards                           | Melhor Ator em Comédia                     | Jane the Virgin            | Indicado  |
| 2016 | Imagen Foundation Awards                     | Melhor Ator Secundário em Série de Comédia | Jane the Virgin            | Venceu    |
| 2016 | Diosas de Plata de los Periodistas de Cinema | Melhor Ator                                | Los árboles mueren de pie  | Indicado  |
| 2017 | Teen Choice Awards                           | Melhor Ator em Comédia                     | Jane the Virgin            | Indicado  |
| 2017 | Imagen Foundation Awards                     | Melhor Ator Secundário em Série de Comédia | Jane the Virgin            | Indicado  |
| 2018 | Teen Choice Awards                           | Melhor Ator em Comédia                     | Jane the Virgin            | Venceu    |
| 2018 | Imagen Foundation Awards                     | Melhor Ator Secundário em Série de Comédia | Jane the Virgin            | Indicado  |
| 2019 | Teen Choice Awards                           | Melhor Ator em Comédia                     | Jane the Virgin            | Venceu    |
| 2020 | Imagen Foundation Awards                     | Melhor Ator - Cinema                       | My Boyfriend's Meds        | Indicado  |